# Списак активних космичких мисија
Свемирска летелица је возило направљено за кретање кроз свемирски простор, до кога се транспортују углавном помоћу ракета. Намена им може бити различита и укључује поља комуникација, метеорологију, навигацију осматрање Земље и свемира, истраживање других планета. Могу бити са посадом или без ње. У другом случају углавном бивају контролисане са Земље.
Свемирске летелице су често незаобилазан мотив научно-фантастичних прича.

## Садашње мисије

### Свемирски телескоп Хабл
Свемирски телескоп Хабл (енгл. Hubble Space Telescope) је настао као заједнички пројекат НАСЕ и ЕСЕ. Налази се у земљиној орбити, одакле снима галаксије и друге небеске објекте. Иако није највећи телескоп на свету, даје најквалитетније слике јер Земљина атмосфера не утиче на њихов квалитет.

### Војаџери
Две идентичне летелице Војаџер 1 и Војаџер 2 (енгл. Voyager 1 и енгл. Voyager 2) су летелице данас највише удаљене од Земље. И 25 година после њиховог лансирања 1977. године, Војаџери су много даље од бивше најудаљеније планете Сунчевог система, Плутонa. Сада се приближавају подручју хелиопаузе на којем тела више не примају светлост и топлоту Сунца и почиње међузвездано путовање. Војаџер 1 је готово дупло удаљенији од Земље него што је то Плутон се креће брзином већом од 17 km/s. Обе летелице још увек шаљу сигнале путем Deep Space Networka. Њихова примарна мисија је била истраживање Јупитера и Сатурна, а након тога Воиџер 2 је био послат у истраживање Урана и Нептуна, а Војаџер 1 даље према Плутону и крају Сунчевог система.

### Свемирски телескоп Шпицер
Свемирски телескоп Шпицер (енгл. Spitzer Space Telescope) је инфрацрвени телескоп, тј. прикупља инфрацрвена зрачења. Обични телескопи раде у видљивом делу спектра, али они не могу да виде иза облака плина и прашине који нам сметају да видимо даље према центру наше галактике или кроз нека друга за обичне телескопе невидљива подручја.
Телескоп за истраживање у инфрацрвеном спектру мора бити смештен у Земљиној орбити јер Земљина атмосфера упија инфрацрвено зрачење, што онемогућује рад оваквог телескопа на њој.
Инфрацрвени део спектра је онај део који ми осећамо као топлоту па телескоп Спитзер мора бити охлађен на температуру близу апсолутне нуле. Како је температура свемира блиска апсолутној нули али ипак мало виша, телескоп се користи новим начином расхлађивања. Он се хлади са 360 литара текућег хелијума. С таквом количином хелијума би се могао да хлади 5 година.
Телескоп од 850 mm омогућава поглед у дубине свемира, а има и три инструмента високе осетљивости хлађена такође текућим хелијумом.

### 
је лансиран 7. марта. 2001. године, а циљ му је тражење воде на Марсу и истраживање Марса.
Лансиран је на ракети Делта II (Delta II) са Кејп Канаверала на Флориди (након 53 минута су научници први пута примили Одисејеве сигнале), а до Марса је стигао 24. октобра 2001. Након зрачног кочења у трајању од 244 секунде, летелица је ушла 23. октобра 2001. у орбиту Марса (Mars Odyssey је могла да понесе и до 200 kg горива). Са прилично елиптичне орбите 201 km - 500 km летелица је доведена у кружну орбиту од приближно 400 km.
Током следећих месеци летелица се припремала за фазу мапирања. Прво је требало развити антену за комуникацију која у промеру има 1,3 метра. Да би били сигурни да се антена добро развила, научници су преко ноћи проверавали могућност окретања антене у различите положаје.

### Касини-Хајгенс
Летелица Касини (енгл. Cassini) је летелица која је лансирана са Земље на 7 година дугачко путовање до Сатурна и његових сателита. На себи носи ЕСИНУ сонду Хајгенс (енгл. Huygens) која се спустила на Титан и послала мноштво података.
Касини са својом масом од 5774 kg, од које више од половине чини гориво, спада у ред веома тешких летелица. Једине летелице теже од ње биле су Фобос 1 и 2 (Phobos 1 и Phobos 2). Димензије летелице су: 6,7 m (висина) x 4 m (ширина). Касини и Хајгенс готово су неактивни на путу до Сатурна. Изводе само провере система и целе летелице.

### Марс ровери
Два марс ровера Спирит (енгл. Spirit, дух у смислу морала) и Опортунити (енгл. Opportunity, прилика) присутни су на Марсу још од јануара 2004. године. Због свог доброг рада, њихова првобитна мисија, која је треба ла да траје 3 месеца је продужена и траје већ више од 1,5 година.
Спирит је тренутно на брдашцу Columbia Hills. Спирит је такође имао проблема, као што се то очекивало. На Марсу има много прашине и ветар је носи свуда наоколо. Како ровери раде на сунчеву енергију морају да имају соларне плоче. На њих се такође таложи прашина. Како на соларним плочама има све више прашине, ровери располажу са све мањом енергијом. Управо када се на соларним плочама ровера наталожи толико прашине да знатно смањи долазак енергије у ровера, прође покрај ровера мала пјешчана олуја и очисти плоче, тако да опет има максимум енергије. Један од озбиљнијих проблема се догодио када се Спириту од много података претрпала меморија, тако да он више није у потпуности реаговао на инструкције са Земље. Тај проблем је решен брисањем меморије. Још један од проблема је био блокирање предњег точка Спирита.
Опортунити је слетео на супротну страни Марса. Када је дошао до кратера Endurance, није било сигурно да ли је прихватљив ризик да Opportunity уђе у кратер јер можда неће моћи да изађе. Слично се и десило. Код првог покушаја изласка из кратера точкови су му проклизивали, да би на другом крају кратера успео да изађе. Опортунити је крајем 2005. опет упао (дословно) у проблеме. Наиме, прешао је преко много малих пешчаних дина, али једна дина је била мало већа од других. Покушао је да пређе преко ње али су му точкови упали у дину. Након месец дана се ипак успео да извуче дине.

### Марс Експрес
Летелица Марс Експрес (Mars Express) лансирана је 2. јуна 2003. уз помоћ ракете Sojuz-Fregat и при лансирању је имала масу од 1223 kg. Примарна мисија обављена је 30. новембра 2005. године. На себи носи 7 научних инструмената и сонду Бигл 2 (Beagle 2), која је нестала на површини Марса. Марс Експрес има димензије 1,5 x 1,8 x 1,4 метара, а соларне плоче заузимају 11,4 m².

### Опсерваторијум икс-зрака Чандра
Опсерваторијум икс-зрака Чандра (енгл. Chandra X-ray Observatory), лансиран је 23. јуна 1999. године. Представља најсофистициранији опсерваторијум Икс-зрака икада изграђен сада изграђен. Постављен је у врло високу орбиту: на 300 пута даљој орбити је него Хабл илити на 1/3 удаљености од Земље до Месеца.
Чандра је дизајниран за истраживање области јаких Икс-зрака као што су остаци експлозије звезде и има отприлике 50 пута већу резолуцију од досадашњих телескопа.

### Mars Reconnaissance Orbiter
 је летелица за истраживање Марса. Када дође до њега постаће његов четврти вештачки сателит. MRO ће истраживати подручја за слетање будућих ровера и летелица на Марс: Pheonix и Mars Science Laboratory.
Лансиран је 12. августа 2005. године са ракетом Atlas V-401. До Марса је дошао за 7,5 месеци након 4 корекције путање, тј. у марту 2006. године. 6 мотора је горело 27 минута да би смањили брзину од 10450 км/k на 6800 км/k. Ушли су у јако елиптичну орбиту најближи Марсу на 300 km, а најудаљенији од Марса 45000 km. Касније је тачка где је најудаљенији од Марса била смањена на 450 km а око њега је обишла за 35 сати. За смањење брзине била је кориштена метода аеробракинга.

### ГАЛЕКС
ГАЛЕКС (енгл. GALEX) је телескоп смештен у Земљиној орбити. Он истражује галаксије у ултравиолетном подручју све до 10 милијарди година у прошлост. Истраживања ће да помогну научницима да схвате еволуцију и настанак галаксија. Током 29 месеци ГАЛЕКС ће направити мапу галаксија у целом свемиру који ће помоћи у разумевању како су галаксије формисане.
Са осетљивим ултравиолетнимм сензорима, великом видном пољу и његовој позицији изнад атмосфере која упија ултраавиолетно зрачење, ГАЛЕКС је најбољи телескоп који ради у УВ подручју. ГАЛЕКС може да детектује UV објекте који су милион пута слабијег сјаја него објекти које ми можемо да видимо у видљивој светлости. ГАЛЕКС такође може да види милијарде година у прошлост у свемир. ГАЛЕКС је релативно мали сателит. Његово примарно огледало је промера само 50 cm.

### СМАРТ-1
Летелица СМАРТ-1 (SMART-1) има задатак истраживати јонски погон и тражити лед на Месечевом јужном полу. Лансирана је 27. септембра 2003. године у 23:14, а у орбиту око Месеца ушла је 15. октобра 2004. Лансирана је с ракетом Ariane-5, чија је маса при лансирању износила 367 kg. Мисија се завршила у 8 месецу 2006. године.
СМАРТ-1 је прва летелица ове врсте, а њена примарна мисија била је истраживање јонског погона. Друга мисија је истраживање нових технологија за летелицу и инструменте.

### СОХО
Соларна и хелиосвферична обсерваторија, СОХО (енгл. Solar and Heliospheric Observatory) је летелица која истражује Сунце и његов састав, његово магнетско поље, соларни ветар и бакље. Истраживање је такође усмерено дубље према језгру и испод короне.
СОХО је лансиран 2. октобра 1995. на ракети Atlas-II-AS у 8:08. Уз помоћ највишег степена ракете је постављен у орбиту готово два сата након лансирања, а чак 4 месеца је путовао и намештао се у орбиту удаљену 1,5 милиона километара од Земље. Мисија СОХО се завршава у 2007. години.

### ИНТЕГРАЛ
ИНТЕГРАЛ (енгл. INTErnational Gamma-Ray Astrophysics Laboratory) је летелица која има задатак истраживати гама-зраке, црне рупе, неутронске звезде, активне галактике, супернове, открити како су настали хемијски елементи и истражити гама бљескове.
ИНТЕГРАЛ је лансиран 17. октобра 2002. године у 4:41. Лансиран је уз помоћ ракете Proton, а маса летелице при полетању је била 4000 kg. Примарна мисија трајала је две године, затим се продужила још три године. Интеграл је летелица која са својим сензорима и инструментима твори најбољи опсерваториј гама зрака икада саграђен.

### 
Летелица XMM-Newton је лансирана 10. децембра 1999. Мисија јој је трајала две године плус додатне четири. Лансирана је уз помоћ ракете Ariane 5 ca масом од 3800 kg. Постављена је у 48 сатну орбиту. Њена подручја истраживања су Икс-зраке изашле из црне рупе, својства експлодирајућих звезда, природа егзотичних објеката. 
XMM-Newton је посебна летелица. То је највећи научни сателит саграђен у ЕСИ, и са великим огледалима и осетљивим инструментима види најдубље у Икс-подручју. XMM-Newton контролише European Space Operations Centre (ESOC) у Дармштату, Немачка, користећи антене у Аустралији, Чилеу и Француској Гвајани.